# NGC 4200
NGC 4200 је лентикуларна галаксија у сазвежђу Девица која се налази на NGC листи објеката дубоког неба.
Деклинација објекта је + 12° 10' 51" а ректасцензија 12h 14m 44,3s. Привидна величина (магнитуда) објекта NGC 4200 износи 13,0 а фотографска магнитуда 14,0. NGC 4200 је још познат и под ознакама UGC 7251, MCG 2-31-57, CGCG 69-96, VCC 122, PGC 39124.